# Letni Puchar Kontynentalny kobiet w skokach narciarskich 2018
Letni Puchar Kontynentalny kobiet w skokach narciarskich 2018 – jedenasta edycja letniego Pucharu Kontynentalnego kobiet.
Rozegrano jedynie dwa konkursy w Oslo w dniach 15-16 września.
Oficjalny kalendarz został zatwierdzony w maju podczas kongresu FIS w Costa Navarino.
Obrończynią tytułu była Polka Kamila Karpiel, która nie wystartowała w żadnym z konkursów.
Klasyfikację generalną cyklu wygrała reprezentantka Niemiec Katharina Althaus zdobywając komplet punktów.

## Zwycięzcy

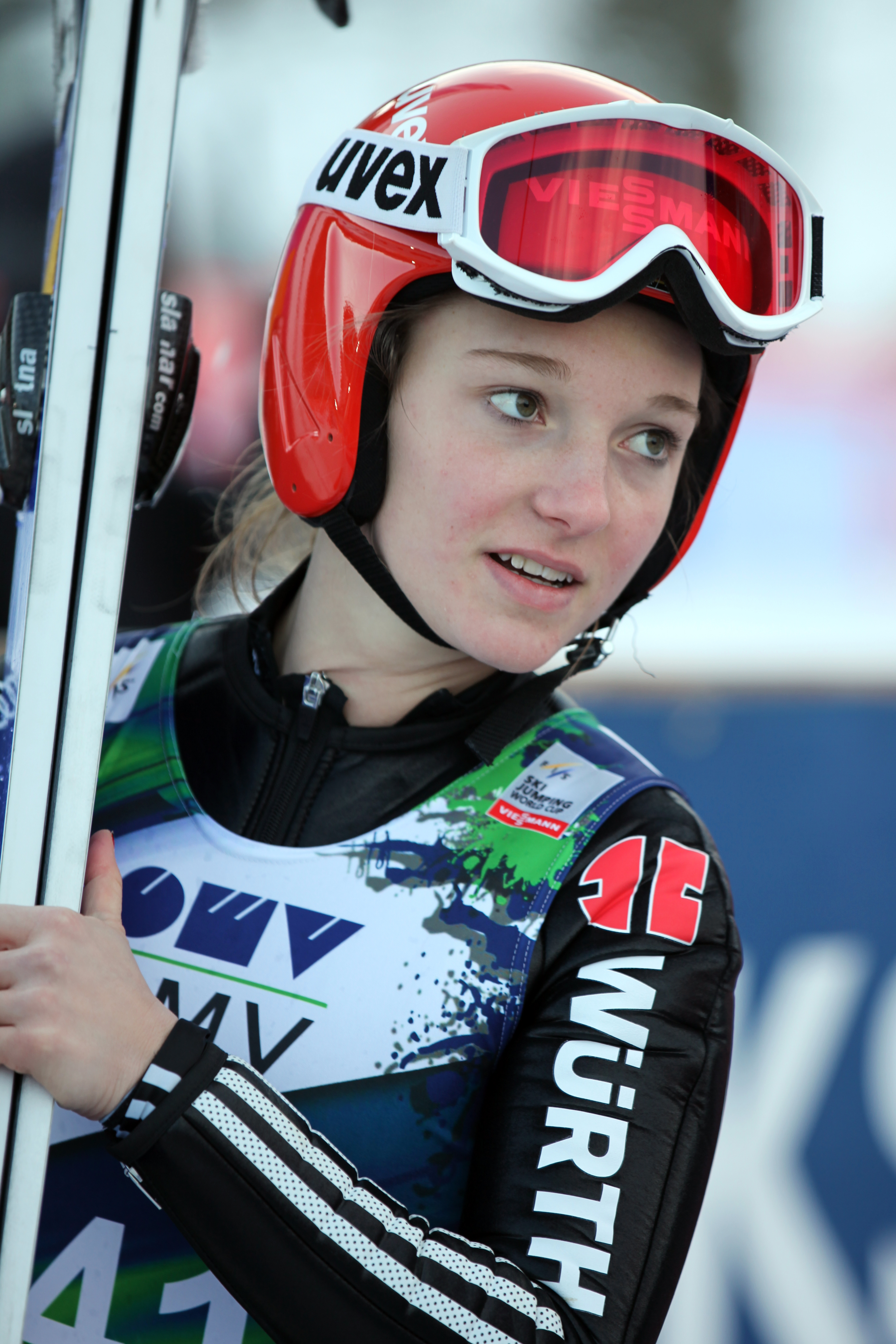
Katharina Althaus – zwyciężczyni klasyfikacji generalnej

## Kalendarz i wyniki
| Lp.                                                                                  | Data                                                                                 | Miejscowość                                                                          | HS                                                                                   | Uwagi                                                                                | 1. miejsce        | 2. miejsce     | 3. miejsce                     |
| ------------------------------------------------------------------------------------ | ------------------------------------------------------------------------------------ | ------------------------------------------------------------------------------------ | ------------------------------------------------------------------------------------ | ------------------------------------------------------------------------------------ | ----------------- | -------------- | ------------------------------ |
| 1.                                                                                   | 15 września 2018                                                                     | Oslo                                                                                 | HS-106                                                                               | –                                                                                    | Katharina Althaus | Kaori Iwabuchi | Juliane Seyfarth               |
| 2.                                                                                   | 16 września 2018                                                                     | Oslo                                                                                 | HS-106                                                                               | –                                                                                    | Katharina Althaus | Kaori Iwabuchi | Ramona Straub                  |
| Letni Puchar Kontynentalny kobiet w skokach narciarskich 2018 – klasyfikacja końcowa | Letni Puchar Kontynentalny kobiet w skokach narciarskich 2018 – klasyfikacja końcowa | Letni Puchar Kontynentalny kobiet w skokach narciarskich 2018 – klasyfikacja końcowa | Letni Puchar Kontynentalny kobiet w skokach narciarskich 2018 – klasyfikacja końcowa | Letni Puchar Kontynentalny kobiet w skokach narciarskich 2018 – klasyfikacja końcowa | Katharina Althaus | Kaori Iwabuchi | Juliane Seyfarth Ramona Straub |

## Statystyki indywidualne
| Zawodniczka | Oslo 15.09 | Oslo 16.09 |
| Austria | Austria    | Austria    |
| --- | ---------- | ---------- |
| Katharina Ellmauer | 28         | 23         |
| Julia Huber | 16         | 14         |
| Marita Kramer | 9          | 11         |
| Sophie Mair | dsq        | 17         |
| Claudia Purker | 12         | 9          |
| Elisabeth Raudaschl | 20         | 10         |
| Chiny |            |            |
| Li Xueyao | 11         | 8          |
| Ma Tong | 26         | 27         |
| Czechy |            |            |
| Barbora Blažková | 24         | 16         |
| Štěpánka Ptáčková | 19         | 20         |
| Finlandia |            |            |
| Susanna Forsström | 31         | 35         |
| Jenny Rautionaho | dsq        | 33         |
| Julia Tervahartiala | 33         | 25         |
| Japonia |            |            |
| Kaori Iwabuchi | 2          | 2          |
| Shihori Ōi | 23         | 21         |
| Rio Setō | 22         | 24         |
| Yūka Setō | 6          | 5          |
| Kazachstan |            |            |
| Walentina Sdierżykowa | 8          | 18         |
| Wieronika Szyszkina | 29         | 32         |
| Alina Tuchtajewa | 32         | 36         |
| Niemcy |            |            |
| Katharina Althaus | 1          | 1          |
| Jenny Nowak | 17         | 26         |
| Anna Rupprecht | 15         | 13         |
| Juliane Seyfarth | 3          | 4          |
| Ramona Straub | 4          | 3          |
| Carina Vogt | 7          | 6          |
| Norwegia |            |            |
| Ingebjørg Saglien Bråten | 27         | 19         |
| Thea Sofie Kleven | 14         | 22         |
| Eirin Maria Kvandal | 30         | 34         |
| Karoline Røstad | 18         | 28         |
| Polska |            |            |
| Kinga Rajda | 13         | 15         |
| Rosja |            |            |
| Alina Borodina | 25         | 30         |
| Marija Jakowlewa | 10         | 12         |
| Kristina Prokopjewa | 21         | 29         |
| Anna Szpyniowa | 5          | 7          |
| Szwecja |            |            |
| Astrid Moberg | 34         | 31         |
| Legenda |            |            |
| 1-3 4-30 poniżej 30 dns – zawodniczka zgłoszona nie wystartowała w zawodach dsq – zawodniczka zdyskwalifikowana - – zawodniczka niezgłoszona do konkursu |            |            |

## Klasyfikacja generalna
| Miejsce | Zawodniczka              | Występy | Punkty | Strata |
| ------- | ------------------------ | ------- | ------ | ------ |
| 1.      | Katharina Althaus        | 2       | 200    | –      |
| 2.      | Kaori Iwabuchi           | 2       | 160    | -40    |
| 3.      | Juliane Seyfarth         | 2       | 110    | -90    |
| 3.      | Ramona Straub            | 2       | 110    | -90    |
| 5.      | Yūka Setō                | 2       | 85     | -115   |
| 6.      | Anna Szpyniowa           | 2       | 81     | -119   |
| 7.      | Carina Vogt              | 2       | 76     | -124   |
| 8.      | Li Xueyao                | 2       | 56     | -144   |
| 9.      | Marita Kramer            | 2       | 53     | -147   |
| 10.     | Claudia Purker           | 2       | 51     | -149   |
| 11.     | Marija Jakowlewa         | 2       | 48     | -152   |
| 12.     | Walentina Sdierżykowa    | 2       | 45     | -155   |
| 13.     | Elisabeth Raudaschl      | 2       | 37     | -163   |
| 14.     | Kinga Rajda              | 2       | 36     | -164   |
| 14.     | Anna Rupprecht           | 2       | 36     | -164   |
| 16.     | Julia Huber              | 2       | 33     | -167   |
| 17.     | Thea Sofie Kleven        | 2       | 27     | -173   |
| 18.     | Štěpánka Ptáčková        | 2       | 23     | -177   |
| 19.     | Barbora Blažková         | 2       | 22     | -178   |
| 20.     | Jenny Nowak              | 2       | 19     | -181   |
| 21.     | Shihori Ōi               | 2       | 18     | -182   |
| 22.     | Ingebjørg Saglien Bråten | 2       | 16     | -184   |
| 22.     | Karoline Røstad          | 2       | 16     | -184   |
| 22.     | Rio Setō                 | 2       | 16     | -184   |
| 25.     | Sophie Mair              | 2       | 14     | -186   |
| 26.     | Kristina Prokopjewa      | 2       | 12     | -188   |
| 27.     | Katharina Ellmauer       | 2       | 11     | -189   |
| 28.     | Ma Tong                  | 2       | 9      | -191   |
| 29.     | Alina Borodina           | 2       | 7      | -193   |
| 30.     | Julia Tervahartiala      | 2       | 6      | -194   |
| 31.     | Wieronika Szyszkina      | 2       | 2      | -198   |
| 32.     | Eirin Maria Kvandal      | 2       | 1      | -199   |